# Great Clifton
Great Clifton – wieś w Anglii, w Kumbrii, w dystrykcie (unitary authority) Cumberland. Leży 44 km na południowy zachód od miasta Carlisle i 415 km na północny zachód od Londynu. W 2001 miejscowość liczyła 1101 mieszkańców.